# Каде, Эраст Васильевич
Эраст (Эрнст, Вильгельм) Васильевич фон Каде (3 (15) октября 1817, Митава, Курляндская губерния — 22 ноября (4 декабря) 1889, Санкт-Петербург) — российский хирург, почётный лейб-хирург, тайный советник.

## Биография
Родился в Митаве 3 (15) октября 1817 года.
После окончания Митавской гимназии учился на медицинском факультете Московского университета (1836—1841). В течение двух лет совершенствовался в хирургии за границей. После возвращения, 23 июля 1843 года поступил на службу и был назначен врачом миссии в Тегеран.
В 1851—1854 годах был штатным ординатором Мариинской больницы в Санкт-Петербурге.
В Крымскую кампанию был ассистентом Н. И. Пирогова. Затем командирован за границу, где занимался в клиниках профессоров Вельно, Лагенбека и др. В 1856 году был назначен врачом при великом князе Николае Николаевиче.
В 1861 году в Императорской медико-хирургической академии защитил диссертацию на степень доктора медицины «О ранах суставов». В июле того же года женился — на Августе Кнооп.
С 1864 года — старший ординатор Мариинской больницы, а с 1867 года — её главный доктор; с 14 декабря 1869 года — действительный статский советник. Был также главным доктором Александринской женской больницы.
В 1871 году он был назначен совещательным членом медицинского совета Министерства внутренних дел; в 1875 году пожалован званием почётного лейб-хирурга. Во время турецкой войны 1877—1878 гг. принимал участие в организации особого госпиталя в Систовском сражении, а также на перевязочных пунктах под Плевной и Горным Дубняком.
Был произведён 25 декабря 1881 года в тайные советники. В 1884 году вышел в отставку с назначением пенсии 2000 рублей в год и сохранением статуса совещательного члена медицинского совета Министерства внутренних дел.
Был одним из учредителей «Русского хирургического общества Пирогова».
Умер 22 ноября (4 декабря) 1889 года в Санкт-Петербурге и был похоронен на Смоленском лютеранском кладбище вместе с женой Августой (1834—1882).

## Награды
- Орден Св. Станислава 2-й ст. с императорской короной и мечами (1855)
- Орден Св. Анны 2-й ст. с императорской короной (1864)
- Орден Св. Владимира 3-й ст. (1866)
- Орден Св. Станислава 1-й ст. (1872)
- Орден Св. Анны 1-й ст. (1876)
- Орден Св. Владимира 2-й ст. с мечами (1877)
- Орден Св. Владимира 2-й ст. (1885)
- Серебряная медаль «За защиту Севастополя»
- Светло-бронзовая медаль «В память войны 1853—1856»
- Медаль «В память русско-турецкой войны 1877—1878»
- Персидский орден Льва и Солнца 2-й ст. (1846)
- Персидский орден Льва и Солнца 1-й ст. (1876)